# Vanuatu Mobile Force
Die Vanuatu Mobile Force (VMF) ist die Landesverteidigungs-Streitkraft der Republik Vanuatu mit Hauptquartier in Port Vila. Sie ist paramilitärisch organisiert und im Frieden der Polizei Vanuatus unterstellt, der Vanuatu Police Force.
Kommandeur ist aktuell Oberst Astrophile Mwele. Die VMF hat rund 120 Mitglieder.

## Gliederung und Geschichte
Die paramilitärische Vanuatu Mobile Force (VMF) wurde nach der Unabhängigkeit am 30. Juli 1980 aufgestellt. Die ersten 120 Rekruten wurden einer Grundausbildung in Papua New Guinea mit der PNGDF unterzogen. Finanziert wurde die Ausbildung von der Schutzmacht Australien. Sie verfügt auch über einen maritimen Arm, den Police Maritime Wing (PMW). Dieser wurde 1985 gegründet und verfügt seit 1987 mit der RVS Tukoro über ein größeres Patrouillenboot. Vanuatuische Sicherheitskräfte haben bereits an Einsätzen der Vereinten Nationen teilgenommen, so zum ersten Mal 1994 in Bougainville auf Papua-Neuguinea.

## Liste der Kommandeure
- Oberst Ian Arthur Naunton Cook (1980–1984)
- Sato Kilman (1984–1986)[2]
- James Aru (?–?)[3]
- Oberst Seule Takal (? - 1996 - ?)
- Oberstleutnant  Harold Thompson (? - 1999 - ?)
- Oberstleutnant  Apie Jack Mari Kempo (? - 2002 - ?)[4]
- Joshua Bong (? - 2004)
- Oberstleutnant  Willie Vira (2004–2010)[5][6]
- Oberstleutnant  Aru Maralau (2010–?)[5]
- Oberstleutnant Job Esau (?–2015)[7]
- Oberst Robson Iavro (2015–22. Oktober 2019)[7][8]
- Oberstleutnant  Kalshem Bongran (22. Oktober 2019–?) komm.
- Oberst Astrophile Mwele (?-heute)[9]

## Ausrüstung der Vanuatu Mobile Forces

### Infanterie-Waffen

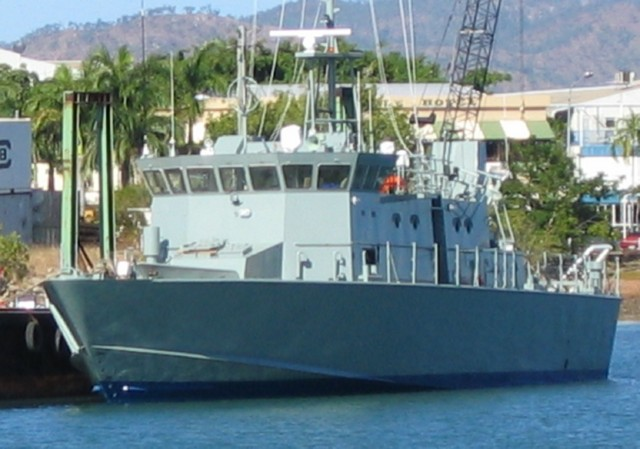
RVS Tukoro

| Name                      | Herkunft               | Typ                      | Notizen                      |
| ------------------------- | ---------------------- | ------------------------ | ---------------------------- |
| Beretta 92                | Italien                | Halbautomatische Pistole | Standard-Seitenwaffe         |
| Sterling-Maschinenpistole | Vereinigtes Königreich | Maschinenpistole         |                              |
| FAMAS                     | Frankreich             | Sturmgewehr              | Standard-Ausgabe             |
| L1A1 SLR                  | Vereinigtes Königreich | Kampfgewehr              | Verwendung in der Ausbildung |

### Schiffe desPolice Maritime Wing(PMW)
| Name         | Herkunft   | Typ                                         | Notizen                                     |
| ------------ | ---------- | ------------------------------------------- | ------------------------------------------- |
| RVS Tukoro   | Australien | Hochsee-Patrouillenboot der Pacific-Klasse  | , soll durch die RVS Takuare ersetzt werden |
| RVS Mataweli | Australien | kleines Patrouillenboot                     | [ 14 ]                                      |
| RVS Takuare  | Australien | Hochsee-Patrouillenboot der Guardian-Klasse |                                             |